# 游娘
游氏，北魏至北齐时人，北齐追尊神武皇帝高欢之妾。由于高欢生前未曾称帝，外界于其妾多以某娘称之。
游氏的父亲名游京之，北魏時为相州长史。高欢攻克鄴城时看上了游氏，欲纳为妾，游京之执意不许。高欢就硬将她抢了回去。游京之可能是出于气忿，不久就病死了。
游氏据说在高欢的诸妾中最有德训，常常主持诸王、公主的婚礼。生高欢十一子高阳王高湜，亦曾抚养高欢的侄子高睿。北齐时为高阳太妃。

## 延伸阅读
[在维基数据编辑]
 《北史·卷014》，出自李延壽《北史》